# Exochus tectus
Exochus tectus là một loài tò vò trong họ Ichneumonidae.